# Paralepyroniella aethiops
Paralepyroniella aethiops är en insektsart som först beskrevs av William Lucas Distant 1908.  Paralepyroniella aethiops ingår i släktet Paralepyroniella och familjen spottstritar. Inga underarter finns listade i Catalogue of Life.